# Botryobasidium pandani
Botryobasidium pandani ist eine Ständerpilzart aus der Familie der Traubenbasidienverwandten (Botryobasidiaceae). Sie bildet resupinate, spinnwebartige Fruchtkörper aus, die meist auf Totholz von Schraubenbäumen und Kokospalmen wachsen. Das Verbreitungsgebiet von Botryobasidium pandani umfasst das westafrikanische Gabun. Eine Anamorphe der Art ist bislang nicht bekannt.

## Merkmale

### Makroskopische Merkmale
Botryobasidium pandani besitzt hellgraue bis gelbliche, gespinstartige und dünne Fruchtkörper, die resupinat (also vollständig anliegend) auf ihrem Substrat wachsen und unter der Lupe leicht netzartig erscheinen.

### Mikroskopische Merkmale
Wie bei allen Traubenbasidien ist die Hyphenstruktur von Botryobasidium pandani monomitisch, besteht also ausschließlich aus generativen Hyphen, die sich rechtwinklig verzweigen. Die Basalhyphen sind entweder gelb oder hyalin, dickwandig, meist 6–11 µm breit und nicht inkrustiert. Die 5–8 µm dicken Subhymenialhyphen stark verzweigt und dünnwandig. Alle Hyphen sind einfach septiert. Die Art verfügt weder über Zystiden noch über Schnallen. Der Pilz besitzt zunächst leicht kugelförmige, später langgezogene Basidiolen. Die fünf- bis achtsporigen Basidien der Art wachsen in Nestern, werden 13–17 × 7–8 µm groß, sind mittig verdickt und an der Basis einfach septiert. Die Sporen sind frontal ei-, seitlich mandelähnlich geformt und meist 8–11 × 4–5,2 µm groß. Sie sind glatt, hyalin und dünnwandig.

## Verbreitung
Die bekannte Verbreitung von Botryobasidium pandani umfasst lediglich die Typlokalität in Gabun.

## Ökologie
Botryobasidium pandani ist ein Saprobiont, der Totholz besiedelt. Die Substrate umfassen Pandanus candelabrum und Kokospalmen (Cocos nucifera).